# Джонс-Крик (Джорджия)
Джонс-Крик (англ. Johns Creek) — город в округе Фултон в штате Джорджия в Соединённых Штатах Америки. Город является северо-восточным пригородом Атланты.
Согласно данным переписи населения США 2020 года число жителей города составляло 82 453 человека.

## История
Построенная в 1929 году начальная школа Ньютауна является единственным объектом Джонс-Крик, внесённым в Национальный реестр исторических мест США.
Джонс-Крик официально получил статус города 1 декабря 2006 года.

## География
По данным Бюро переписи населения США, город Джонс-Крик имеет общую площадь 31,3 квадратных миль (81,0 км2), из которых 30,7 квадратных миль (79,6 км2) приходится на сушу и 0,54 квадратных миль (1,4 км2 или 1,76%, — на водную поверхность.

## Климат
В городе Джонс-Крик влажный субтропический климат, характеризующийся обильными осадками, которые равномерно распределяются в течение года (по классификации климата Кёппена — «Cfa»).